# آکیتو کاواموتو
آکیتو کاواموتو (انگلیسی: Akito Kawamoto؛ زادهٔ ۱ مهٔ ۱۹۹۰) بازیکن فوتبال اهل ژاپن است.